# Adallo Magomedovič Aliev
Adallo Magomedovič Aliev (Urad, 15 febbraio 1932 – Machačkala, 30 agosto 2015) è stato un poeta, scrittore e saggista russo, di lingua avara. Era membro del Congresso dei popoli d'Ichkeria e Daghestan.